# Xavér
A Xavér spanyol eredetű férfinév. Xavéri Szent Ferenc melléknevéből ered: annak a várnak a neve, ahol született, így a név jelentése xavéri.
A név [ksz]-szel történő ejtése – akárcsak a Mexikó, Texas nevek esetében – a hagyományos (régies) helyesírású spanyol Xavier, ma Javier [havier] (IPA: /xaˈβjer/) téves, betű szerinti olvasatából ered. A középkori spanyolban még [savier]-nek (IPA: /ʃaˈβjer/) ejtett Xavier ugyanakkor a baszk etxe berri [ecse berri] ’új ház’ kifejezésre megy vissza (vagyis a név jelentése tkp. ’Újházi’).

## Gyakorisága
Az 1990-es években szórványos név, a 2000-es években nem szerepel a 100 leggyakoribb férfinév között.

## Névnap
- december 3.[2]

## Híres Xavérok
- Amon Ferenc Xavér jezsuita pap
- Balásy Ferenc Xavér jezsuita szerzetes
- Baumann Ferenc Xavér szerzetes
- Begry Ferenc Xavér iskolaigazgató
- Benza Ferenc Xavér orvos
- Éder Xavér Ferenc jezsuita hittérítő, Dél-Amerika utazó
- Varnus Xavér magyar orgonaművész
- Javier Illana spanyol műugró
- Javier Pérez de Cuéllar perui politikus, volt ENSZ-főtitkár
- Javier de Solana spanyol politikus
- Xavier Hernández világbajnok spanyol labdarúgó
- Xabi Alonso spanyol labdarúgó
- Javier Bardem spanyol színművész
- Xaver Schlager osztrák labdarúgó

## Rokonnév
- Xavéria